# Sonate K. 334
La sonate K. 334 (F.282/L.100) en si bémol majeur est une œuvre pour clavier du compositeur italien Domenico Scarlatti.

## Présentation
La sonate K. 334, en si bémol majeur, notée Allegro, est une sonate isolée, « sorte de Bulería au dessin régulier des croches, que viennent relancer quelques syncopes » ; passée l'ouverture, la main gauche marque chaque temps d'une seule note, comme si elle était chiffrée. Bien que simple et économe dans le geste ou l'articulation rythmique, elle est plus complexe dans sa structure mélodique, avec des harmonies rapides.

## Manuscrits
Le manuscrit principal est le numéro 9 du volume VII (Ms. 9778) de Venise (1754), copié pour Maria Barbara ; l'autre est Parme IX 2 (Ms. A. G. 31414).

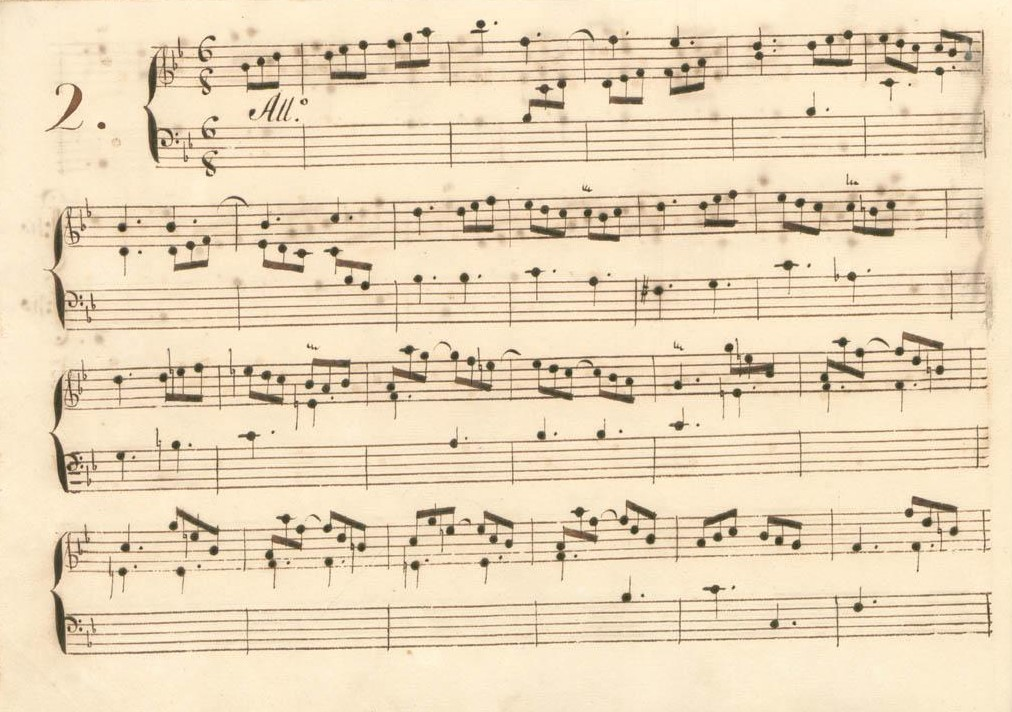
Parme IX 2.
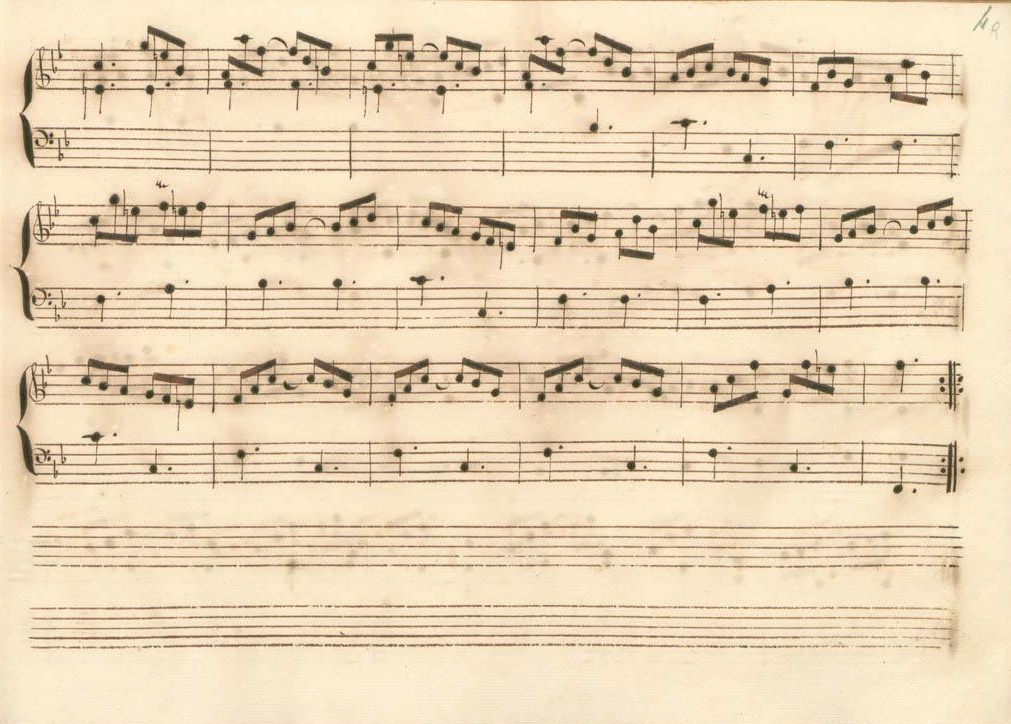
Parme IX 2 (fin de la première section).
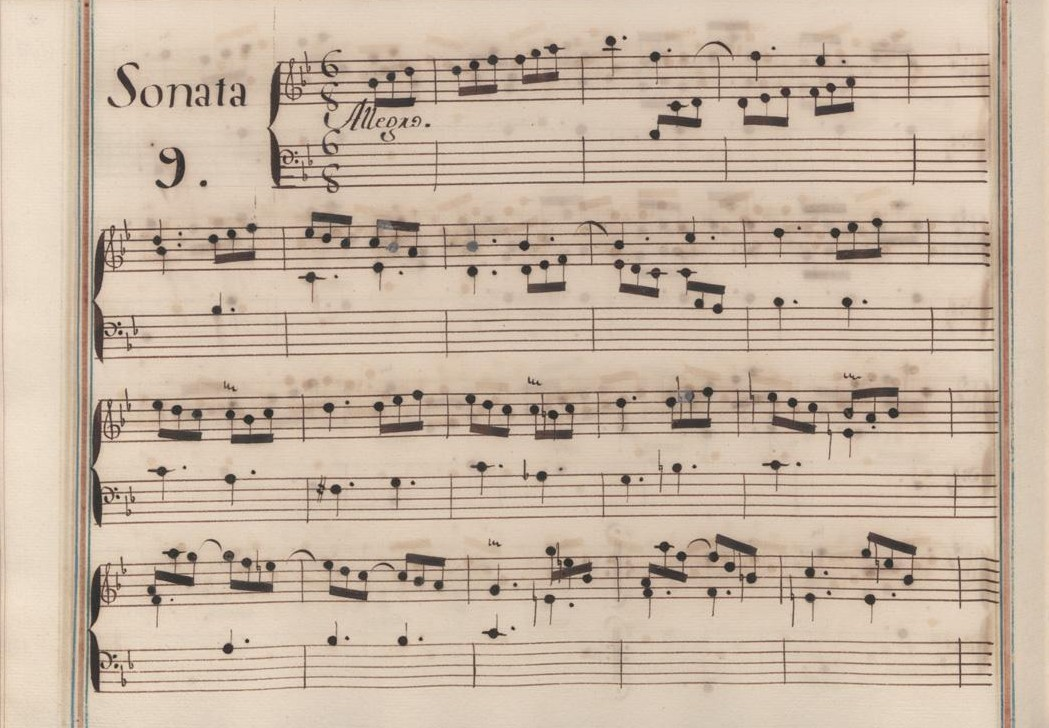
Venise VII 9.
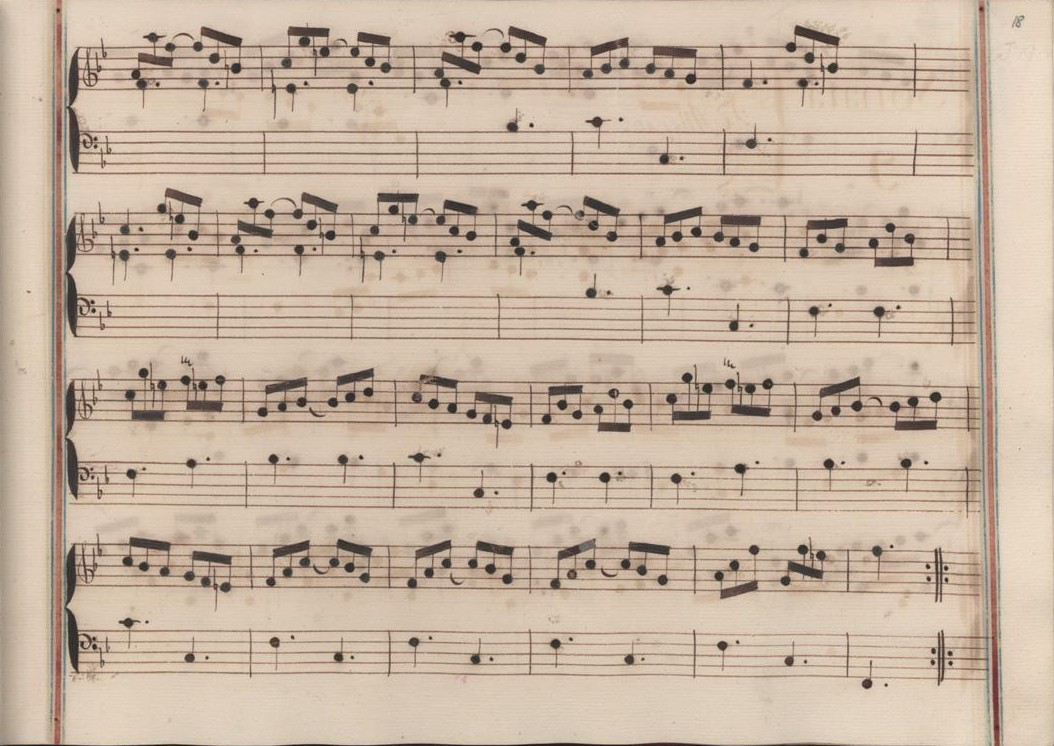
Venise VII 9 (fin de la première section).
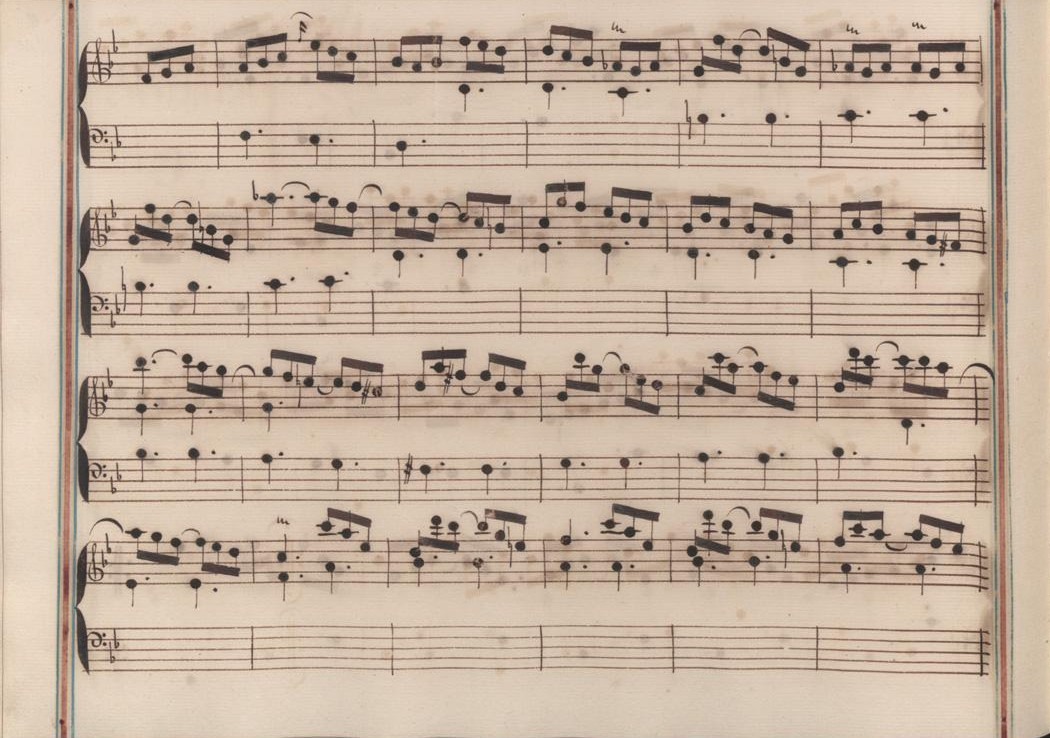
Venise VII 9 (début de la seconde section).
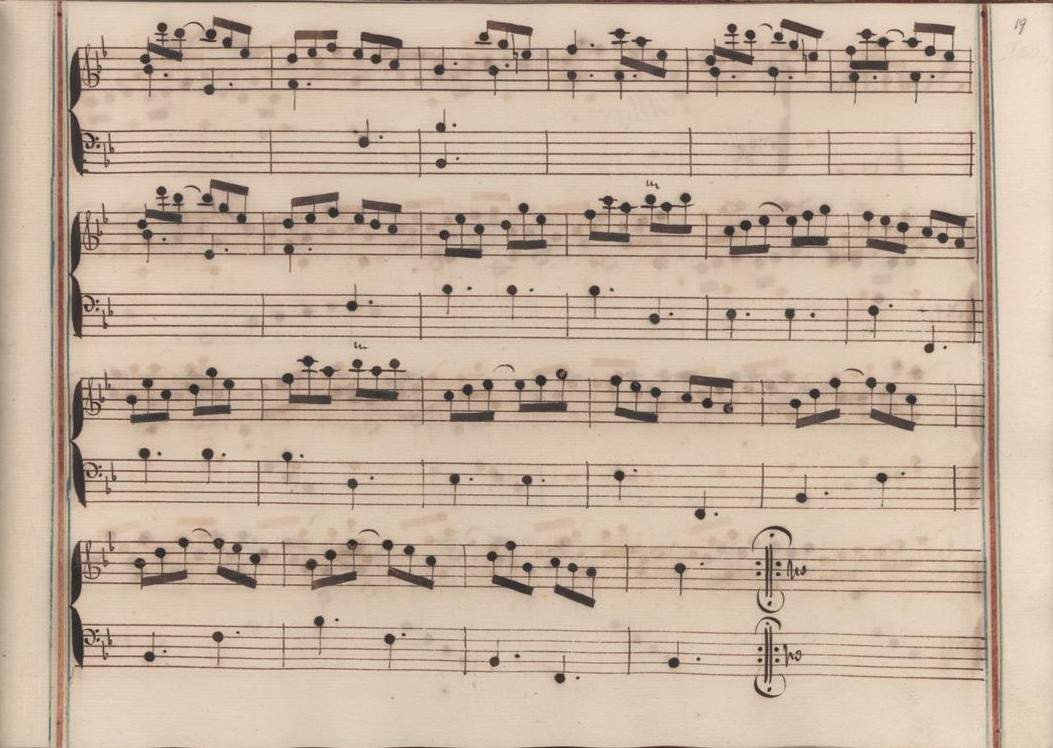
Venise VII 9 (fin de la sonate).

## Interprètes
La sonate K. 334 est défendue au piano, notamment par Carlo Grante (2013, Music & Arts, vol. 4) ; au clavecin, elle est jouée par Scott Ross (1985, Erato), Colin Tilney (1987, Dorian), Richard Lester (2003, Nimbus, vol. 3) et Pieter-Jan Belder (Brilliant Classics, vol. 8).

## Sources
: document utilisé comme source pour la rédaction de cet article.
- Ralph Kirkpatrick (trad. de l'anglais par Dennis Collins), Domenico Scarlatti, Paris, Lattès, coll. « Musique et Musiciens », 1982 (1re éd. 1953 (en)), 493 p. (ISBN 978-2-7096-0118-4, OCLC 954954205, BNF 34689181).
- Alain de Chambure, « Domenico Scarlatti, Intégrale des sonates — Scott Ross », Erato/Éditions Costallat (2564-62092-2 (livret : 2292-45309-2)), 1985 (OCLC 891183737) .
- (en) Carlo Grante, « Domenico Scarlatti, intégrale des sonates pour clavier (vol. 4) », Music & Arts (CD-1293), 2016 (OCLC 1020680576) .